# Sakado

Sakado (坂戸市 Sakado-shi?) este un municipiu din Japonia, prefectura Saitama.